# Trioza brachycereae
Trioza brachycereae är en insektsart som beskrevs av Hodkinson och White 1979. Trioza brachycereae ingår i släktet Trioza och familjen spetsbladloppor. Inga underarter finns listade i Catalogue of Life.